# Nagyrozvágy
Nagyrozvágy è un comune dell'Ungheria di 739 abitanti (dati 2001), situato nella contea di Borsod-Abaúj-Zemplén.